# Eurico Silva
Eurico António Crispim da Silva (Melgaço, Portugal, 16 de setembro de 1900 - Rio de Janeiro, Brasil, 6 de novembro de 1973) foi um ator, produtor, roteirista ou argumentista de rádio e cinema, dramaturgo e autor de peças teatrais e telenovelas português, naturalizado brasileiro. Foi também um célebre autor de radionovelas no Brasil, durante os anos 40 e 50 do século XX, na chamada era do rádio.

## Biografia
Nascido na vila minhota de Melgaço, Portugal, a 16 de setembro de 1900, Eurico António Crispim da Silva era filho de Francisco Crispim, carpinteiro, natural de Roussas, e de Maria Teresa Trancoso da Silva, lavradeira, natural de Paços, ambos melgacenses de raízes humildes. Emigrou de Portugal com 16 anos de idade para perseguir o sonho de uma vida melhor no Brasil, após receber o convite de um parente que também havia emigrado e era bem sucedido nos negócios, sendo proprietário de três padarias.
Em 1919, já a viver no Rio de Janeiro com amigos portugueses, iniciou a carreira de ator ao estrear-se na Companhia Eduardo Pereira com a peça "O Mártir do Calvário" de Eduardo Garrido, apresentada no Teatro Carlos Gomes. Nos seguintes anos, percorreu várias cidades brasileiras com diferentes companhias e peças teatrais, enquanto aprendia a arte do seu ofício e ganhava nome no meio artístico. Nos seus tempos livres, escrevia histórias e peças teatrais, sem no entanto as publicar ou encenar.
Anos mais tarde, em 1932, apresentou a primeira das quinze peças que escreveu até então, "Um Caso de Polícia", estreando-se como dramaturgo na companhia de Procópio Ferreira, notório ator e produtor, filho de pais portugueses, ainda hoje considerado um dos grandes nomes do teatro brasileiro. Com a mesma companhia, percorreu as cidades de São Paulo e Rio de Janeiro, apresentou as peças "Delicadeza" (1933), "Pense Alto" (1933), "Divorciados" (1934), "Um Homem" (1936) e "Frederico Segundo" (1936), todas da sua autoria, ao lado dos atores Darci Cazarré, Abel Pêra, Elza Gomes e Zezé Fonseca, e traduziu outras nove obras, a pedido do próprio Procópio Ferreira.
No ramo das adaptações, durante a década de 30 e 40, realizou a tradução de várias peças escritas em francês, italiano e espanhol, muitas vezes em parceria com Djalma Bittencourt, futuro administrador da Revista de Teatro da Sociedade Brasileira de Autores Teatrais. Os autores que escolhia, geralmente, eram comediógrafos espanhóis ou da América Latina, como Enrique Suarez de Deza, Pedro Muñoz Seca, Pérez Fernández, ou ainda autores ingleses, como Harry Paulton e Oscar Wilde.
Em 1937, Eurico Silva fundou e dirigiu a companhia teatral Cazarré - Elza Delorges, continuando a actuar, escrever e encenar inúmeras peças. Nos seguintes anos, iniciou uma nova fase na sua vida: estreou-se na rádio, atuando no programa "Teatro em Casa" (1939) da Rádio Nacional como ator e produtor, e no cinema, ajudando Luiz de Barros com a adaptação do seu roteiro em "O Samba da Vida" (1937), escrevendo os diálogos dos filmes "Asas do Brasil" (1940), "Céu Azul" (1941), que contava com a participação de Chianca de Garcia, e "Não Adianta Chorar" (1945), com o comediante Oscarito e o compositor de samba português J. Rui, sendo o argumento inteiramente da sua autoria.
Entre 1947 e 1950, foi roteirista do programa "Poemas e Canções", que teve continuação com "Poemas Sonoros", da Rádio Nacional, e desde então, como produtor tornou-se responsável por vários programas famosos à época, como "Versos e Melodias", "Paisagens de Portugal", "Casa da Sogra" e "Neguinho e Juraci". Foi ainda autor de radionovelas, como "Boa Noite, Saudade" (1962) ou "A Noite do Meu Destino" (1957), além de ter traduzido outras, como "O Direito de Nascer" (1951) de Félix Caignet, transmitida em 273 capítulos, tornando-se no caso de maior sucesso do género já registado no país.
Durante a década de 50, estreou-se na televisão, adaptando a peça de sua autoria "O Grande Marido" para um episódio da série televisiva Grande Teatro Tupi, sendo novamente adaptado para o cinema como "Um Marido Barra-Limpa" (1957), que marcou a estreia do ator comediante Ronald Golias (embora o seu lançamento tenha ocorrido dez anos depois). Mais tarde, em 1965, escreveu as novelas "Olhos que Amei" para a Rede Tupi, e "E a Primavera Chegou..." para a TV Rio.
No total, escreveu 33 peças de teatro, mais de 40 radionovelas, 2 telenovelas, 3 filmes, traduziu 34 peças estrangeiras, atuou e encenou dezenas de peças, produziu inúmeros programas de rádio e ainda dirigiu alguns filmes.
Faleceu a 6 de novembro de 1973, na cidade do Rio de Janeiro, com 73 anos de idade.

## Carreira

### Peças Teatrais
No arquivo Miroel Silveira, constam 33 peças escritas por Eurico Silva:
- Um caso de polícia – 1933 – Companhia Procópio Ferreira;
- Pense alto (Viva o amor) – 1933 – Companhia Procópio Ferreira;[21][22]
- Delicadeza – 1933 – Companhia Procópio Ferreira;
- Entrou aqui uma mulher (adap.) – 1933 -  Companhia Procópio Ferreira;
- Divorciados – 1934 – José Soares; 1944 – Cia. Procópio Ferreira; 1944 – Teatro Escola de Campinas; 1953 – Escola Técnica de Teatro Tiradentes;
- A mulher que eu achei - 1935 - Moderna Companhia de Comédia;
- Frederico Segundo – 1935 – Companhia Procópio Ferreira;
- Um homem – 1935 – Moderna Companhia de Comédia; 1944 – Circo Teatro Liendo e Simplício; 1946 - Circo Teatro Di Lauro;
- A mulher que se vendeu  - L Navarro e A Torrado - 1937;
- O pai que eu inventei – 1942 – Cia. Procópio Ferreira, Empresa Pereira da Costa e Gioso Ltda;
- A felicidade pode esperar – 1944 – Rádio Difusora SP; 1945 - Pavilhão Teatro Mazzaropi;[23][24]
- Veneno de cobra – 1945 – Circo Teatro Mazzaropi;
- Acontece que eu sou baiano – 1947 – Circo Teatro Piolim;
- A felicidade pode esperar – 1949 – Circo Teatro Piolim;[25]
- Filhos de ninguém – 1950 – Circo Teatro Piolim; 1962 – Circo Teatro Irmãos Liendo;[26]
- O grande marido – 1956 - Companhia Jayme Costa;
- O grande Alexandre – 1964 – Grupo Experimental Flamingo de Artes.

### Traduções
Peças traduzidas por Eurico Silva:
- A filhinha do papai - Francisco Serrano Anguita - 1933 – Companhia Procópio Ferreira;
- O irmão do felizardo – Oscar Wilde - 1933 - Cia de Comédias Procópio Ferreira;
- Tudo para você – Pedro Muñoz Seca; 1934 - Cia de Comédias Procópio Ferreira;
- Rainha de Thebas – Harry Paulton - 1934 – Companhia Procópio Ferreira;
- O amor envelheceu – Enrique Suárez de Deza - 1934 - Companhia Procópio Ferreira;
- Precisa-se de um pai - Pedro Muñoz Seca e Perez Fernandez - 1934 e 1945 - Cia de Comédias Procópio Ferreira;
- O dinheiro do leão – Carlos Arniches e Antonio Estremera – 1935 - Moderna Companhia de Comédia;
- Casado sem saber – A Vallescá - 1935 - Moderna Companhia de Comédia;
- Precisa-se de um filho – Antônio Paso - 1935 - Moderna Companhia de Comédia;
- Não sejas mentirosa – Ferenc Molnár - 1935 - Moderna Companhia de Comédia;
- Não me olhes assim - Pedro Muñoz Seca e Perez Fernandez - 1936 - Cia de Comédias Procópio Ferreira;
- Adeus nobreza – Jacinto Capela e José de Lucio - 1936 e 1945 - Cia de Comédias Procópio Ferreira;
- O automóvel do rei – Natanson e Orbok -1937 -Cia Cazarré Elza Delorges;
- Uma conquista difícil - Rafael López de Haro – 1943 – Companhia Procópio Ferreira; Cine Teatro Boa Vista;
- O Direito de Nascer (radionovela cubana de Félix Caignet, 1951).

### Cinema
Obras escritas e adaptadas por Eurico Silva para o cinema:
- O Samba da Vida (1937)
- Asas do Brasil (1940)
- Céu Azul (1941)
- Não Adianta Chorar (1945)
- Um Marido Barra-Limpa (1957)

### Rádio
- Teatro em Casa (1939) da Rádio Nacional, como ator e produtor
- Para Toda a Vida (1946) da Rádio Nacional do Rio de Janeiro, como ator
- Poemas e Canções , como roteirista
- Poemas Sonoros, como roteirista
- Versos e Melodias, como produtor
- Paisagens de Portugal, como produtor
- Casa da Sogra, como produtor
- Neguinho e Juraci, como produtor
- Manecão, o Marujo (1948) da Rádio Nacional do Rio de Janeiro, como roteirista
- O Juízo Final (1951) da Rádio Nacional do Rio de Janeiro, como diretor
- Uma Noite na Ópera (1956) da Rádio Mundial, como apresentador
- Direito de Nascer (1951), como tradutor e roteirista
- Boa Noite, Saudade (1962), como autor e roteirista
- A Noite do Meu Destino (1957), como autor e roteirista

### Televisão
- Grande Teatro Tupi: O Grande Marido, como roteirista
- Grande Teatro Tupi: Acontece Que Sou Baiano (1959)
- Olhos que Amei para a Rede Tupi, como autor e roteirista
- E a Primavera Chegou... para a TV Rio, como autor e roteirista

## Legado e Homenagens
Postumamente o seu nome foi atribuído a ruas em Jardim Guanabara (Rio de Janeiro) e São José do Rio Preto (São Paulo).